# Kinesko-vijetnamski rat
Kinesko-vijetnamski rat ili Kinesko-vijetnamski pogranični rat je sukob koji se dogodio nakon vijetnamske invazije na Demokratsku Kampućiju i svrgavanja režima Crvenih Kmera kojima je Narodna Republika Kina bila pokrovitelj. Nakon višetjedne kampanje, Narodno-oslobodilačka armija Kine povukla se iz Vijetnama, a obje strane proglasile su pobjedu. Službena Kina ovaj rat naziva: "Samoobrambeni protunapad protiv Vijetnama", dok se u Vijetnamu on zove: "Rat protiv kineskog ekspanzionizma".

## Geopolitički kontekst
Vijetnam i Kina kroz većinu svoje povijesti bili su tradicionalno antagonizirani no u vrijeme Viet Minh-ove borbe za neovisnost i kasnijeg 2. indokineskog rata bili su u "braku iz koristi". Nakon što se počeo odvijati kinesko-sovjetski raskol koji je 1969. sa Sovjetsko-kineskim pograničnim sukobom dostigao svoj vrhunac, vlada Vijetnama pokušavala je u početku održavati podjednako dobre odnose s obje države. Godine 1975. Južni Vijetnam vojno je poražen, a zemlja ujedinjena pod komunističkim sjeverom. 1978., zbog sve većih tenzija između Kine i Vijetnama, kineska pomoć prestala je dolaziti, pa se Vijetnam počeo sve više približavati Moskvi.  Ustrajući u takvoj politici, Vijetnam u lipnju 1978. ulazi u COMECON (Savjet za ekonomsku pomoć istočnog bloka)
Iste godine, Vijetnamska vojska ušla je Demokratsku Kampućiju srušivši ondje genocidni režim Crvenih Kmera, koji je bio pod kineskim pokroviteljstvom. Vijetnam se također sve više miješao u susjedni Laos a iz Vijetnama su etnički očišćeni etnički Kinezi. Deng Xiaoping, koji je zamijenio Mao Ce tunga na čelu Kine sve je više bio nezadovoljan ovakvim "osiljenim" ponašanjem svog južnog susjeda pa je nakon što su Vijetnamci srušili režim Pola Pota, donio odluku o kaznenom pohodu na Vijetnam. Ovime je također htio kompromitirati sovjetsko-vijetnamsko savezništvo demonstrirajući da jedni drugima zapravo nisu u stanju ozbiljnije pomoći. Xiaoping je prilikom posjeta SAD-u poručio Jimmyju Carteru da: "Kina smatra nužnim obuzdati divlje ambicije Vijetnama, i dati im primjerenu ograničenu lekciju".

## Rat

### Bojni raspored
U svrhu invazije na Vijetnam, Kina je uz vijetnamsku granicu dovukla tri armije (55., 54. i 43.). Vijetnam je s druge strane ukupno raspolagao s vojskom od milijun ljudi u kojoj je bio dio amnestiranih južnovijetnamskih kadrova, ali je veći dio te vojske bio zauzet događanjima u Kambobži. Kinezi u ovom ratu također nisu koristili zrakoplovstvo zbog vijetnamske superiornosti u ovom rodu vojske.
Obavještajne službe Vijetnama bile su informirane o pokretima vojske preko granice, kao i državni vrh. SSSR je Vijetnamu ustupio satelitske snimke na kojima su se vidjeli pokreti kineskih postrojba prema Vijetnamu.

### Rat
Dne 17. veljače 1979. godine u 05:00 sati ujutro, nakon pola sata topničke pripreme, kineski tenkovi i pješaštvo krenuli su preko granice. Kineski tenkisti su imali problema s radio vezama zbog čega su morali izlaziti van da vide što im se signalizira. Vijetnamci su na prelazak granice Kineza odgovorili dizanjem brana u zrak, zbog čega su kineski tenkovi ostali nepokretni. Na pravcu prema Lang Sonu valovi kineskih pješaka jurišali su prema vijetnamskim položajima na koti 386 koje su uz velike gubitke zauzeli. Kineska strana imala je problema i sa slabom logistikom, a većina obavještajaca nije znala vijetnamski jezik, dok su Vijetnamci znali kineski. Do 4. ožujka 1979. Kinezi su okupirali Lang Son i došli na 120 kilometara od glavnog grada Vijetnama Hanoija, nakon čega 6. ožujka 1979. donose odluku o povlačenju pod opravdanjem da su vrata prema Hanoju otvorena. Prije samog povlačenja, u kampanji pod nazivom "poljubac za doviđenja", Kinezi su do temelja sravnili grad Lang Son sa zemljom, a taktika spaljene zemlje nastavila se do svršetka povlačenja.    

## Post-bellum
Nakon kineskog povlačenja, obje su strane proglasile pobjedu, ali su se pogranične čarke nastavile do kraja hladnog rata. Normalizacija odnosa između dvije zemlje dogodila se tek 1991.